# Sotkakaduor
Sotkakaduor (Calyptorhynchus) är ett släkte papegojor som placeras i familjen kakaduor. Det omfattar endast två arter: 
- Rödstjärtad sotkakadua (Calyptorhynchus banksii)
- Glanssotkakadua (Calyptorhynchus lathami)